# Louis-Bénédict Gallavardin
Louis-Bénédict Gallavardin (* 20. August 1875 in Lyon, Frankreich; † 1. Dezember 1957 in Lyon) war ein französischer Kardiologe.

## Familie
Sein Vater Jean-Pierre Gallavardin war ein bekannter Arzt, der mit Homöopathie behandelte. Gallavardin war eines von zehn Kindern der Familie und musste sich nach dem Tod des Vaters bereits in jugendlichem Alter selbst um seinen Lebensunterhalt kümmern. Durch seine Heirat 1906 stand Gallavardin in verwandtschaftlicher Beziehung zu dem Philanthropen Félix Mangini und dem Chirurgen Léon Bérard. Sein Sohn Léon Gallavardin arbeitete gleichfalls als Kardiologe, ein anderer Sohn, Robert (1913–1952), als Psychiater.

## Ausbildung und Beruf
Nach der schulischen Grundausbildung und dem Medizinstudium an der Universität Lyon, wurde er als Interne des hôpitaux (1900) promoviert. Raymond Tripier, Professor der pathologischen Anatomie in Lyon, hatte Gallavardin nach dem Tod seines Vaters unterstützt und zur Fortsetzung seiner medizinischen Laufbahn motiviert, brachte ihn am Hôtel de Dieu als Assistent unter. 1902 erreichte Gallavardin den Titel Médecin des hôpitaux, der Beginn einer außerordentlichen medizinischen Karriere. 1905 entschied er, sich dem neuen Gebiet der Kardiologie zuzuwenden. Gallavardin besuchte mehrmals Thomas Lewis (1881–1945) in London und schickte ihm gelegentlich EKG-Kurven zu. Darüber hinaus traf er sich 1913 mit Karel Frederik Wenckebach (1864–1940) und traf Rothberger in Wien. Bis zum Jahr 1928 arbeitete Gallavardin an verschiedenen Krankenhäusern in Lyon, bevor er sich nach weiteren 25 Jahren freier Praxistätigkeit aus dem Beruf zurückzog.

## Leistung
Gallavardin gehörte zu den führenden Kardiologen Frankreichs im frühen 20. Jahrhundert. Sein besonderes Verdienst waren Arbeiten zur kardialen Arrhythmie und zur Einführung der arteriellen Blutdruckmessung in die klinische Praxis.
Als erstes Resultat seiner kardiologischen Tätigkeit erschien 1908 eine Abhandlung über die Krankheiten des Herzens und der Aorta. Gallavardin hatte sich bis 1921 mit allen zeitgenössischen Verfahren der Blutdruckmessung befasst, erforschte die Grundlagen dieser diagnostischen Technik und wog ihre Vor- und Nachteile gegeneinander ab (Gallavardin-Manschette). Weitere Hauptarbeitsgebiete waren Herzrhythmusstörungen und die Angina Pectoris. 1910 installierte er erstmals in Frankreich ein Saitengalvanometer in Lyon zur Aufzeichnung von Elektrokardiogrammen zur kardialen Diagnostik. 1920 beschrieb Gallavardin die „terminale ventrikuläre Tachykardie“, 1922 die ventrikuläre Salvenextrasystolie und die extrasystolische Form der supraventrikulären paroxysmalen Tachykardie (Gallavardin-Tachykardie), untersuchte auch Knotenbradykardien.
Während des Weltkriegs erforschte er „neurotische Tachykardien“ bei Soldaten. Auf dem Gebiet der Angina Pectoris beschäftigte er sich mit Angina-Sonderformen und der Differenzierung der syphilitischen und atheromatösen Angina, 1948 legte er ein Kompendium der kardialen Untersuchungstechnik vor.
Er war ein Experte der Auskultation und trug zur Identifikation der Herzgeräusche wesentlich bei (mesosystolische Geräusche, Doppelton der Mitralstenose, Galoppgeräusch). Er beschäftigte sich mit infektiösen Endokarditiden (1921–1928), der klinischen EKG-Beschreibung der Synkopen bei Aortenstenose (1933–1938), den klinischen Formen der arteriellen Gefäßentzündung und legte die erste französische Beschreibung der rheumatischen Myokarderkrankung mit Aschoff-Knötchen vor.
1898 bis 1946 erschienen mehr als 360 Publikationen Gallavardins. Er war Ritter der Ehrenlegion, Präsident der kardiologischen Gesellschaft Frankreichs (1946–1948), Vizepräsident des ersten kardiologischen Weltkongresses (1950) und korrespondierendes Mitglied der Académie des sciences in Paris und vieler anderer akademischer und wissenschaftlicher Gesellschaften.

## Werke
- Dégénérescence Graisseuse du Myocarde. 1900
- La Tension Artérielle en Clinique. Paris 1910, 1921
- Sur un nouveau brassard sphygmomanométrique. Presse Med 30 (1922) 776
- De la tachycardie paroxystique à centre excitable. Arch Mal Coeur 15 (1922) 1
- Extrasystolie ventriculaire à paroxysmes tachycardiques prolongés. Arch Mal Coeur 15 (1922) 298
- Extrasystolie auriculaire à paroxysmes tachycardiques. Arch Mal Coeur 15 (1922) 774